# Miltinus confrater
Miltinus confrater är en tvåvingeart som beskrevs av Paramonov 1955. Miltinus confrater ingår i släktet Miltinus och familjen Mydidae. Inga underarter finns listade i Catalogue of Life.